# 諏訪洞
諏訪洞（すわどう）は、岡山県真庭市にある鍾乳洞である。

## 概要
1970年に行われた愛媛大学の調査では第2サンプまでの全長約900mが探索された。1998年に第2サンプの先に続く鍾乳洞が探索され、第4サンプまでの全長1750mまでが探索されている（サンプ：水没した洞窟）。洞門から流れ出る水は備中川へと注ぎ、その流れ落ちる水の音は環境庁「日本の音風景100選」（1996年）に選ばれた。入洞する際は、入口手前にある配電盤のスイッチを押して照明を点灯させて入洞するスタイルであったが、鋼製の渡り通路が劣化して破損しており、2024年現在は洞門から入ってすぐのところから立ち入り禁止となっている。

## 交通
- 中国自動車道北房ICから車で約10分。手前のほたる公園の駐車場利用。
- JR伯備線備中高梁駅下車、高梁バスセンターからバス（備北バス落合駅行き）乗車約45分、「呰部」バス停下車後、徒歩約10分。

## 関連事項
- 洞窟潜水
- 温泉
- 泉
- 洞窟